# ワルシャワ大劇場
ワルシャワ大劇場（波: Teatr Wielki w Warszawie）はポーランドの首都ワルシャワにある劇場。ポーランド国立ワルシャワ室内歌劇場の本拠地としても知られている。

## 概要
1833年に落成し、杮落としはロッシーニの『セビリアの理髪師』であった。1939年のワルシャワの戦いにより劇場は甚大な被害を受け焼失した。1965年に再建。